# Хамилтън (окръг, Индиана)
Окръг Хамилтън (на английски: Hamilton County) е окръг в щата Индиана, Съединени американски щати. Площта му е 1044 km², а населението - 261 661 души. Административен център е град Нобълсвил.